# 기니비사우의 코로나19 범유행

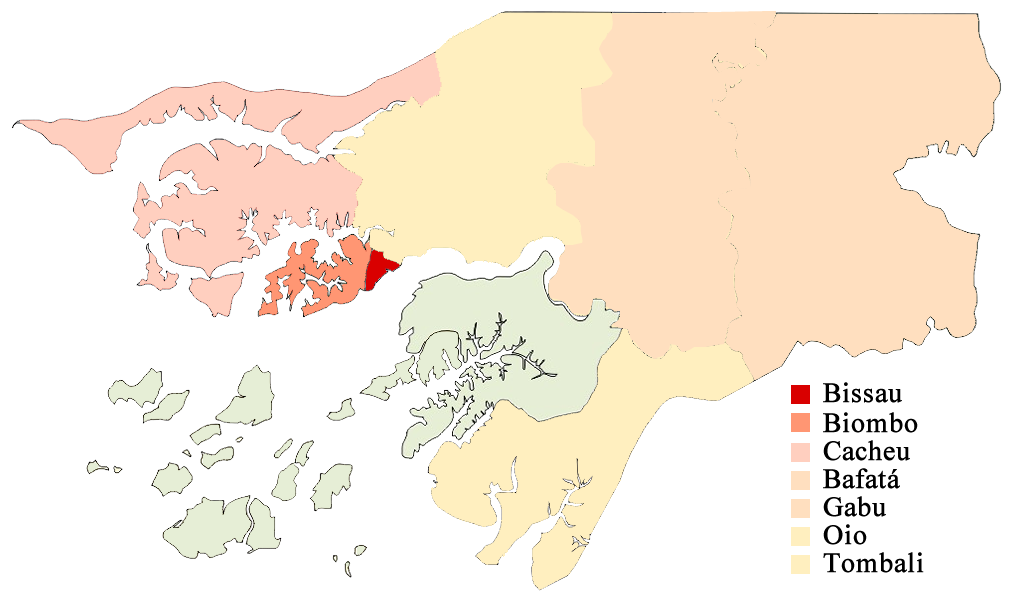

다음은 기니비사우에서 일어나고 있는 코로나19 범유행에 대한 글이다.

## 연혁
3월 25일, 기니비사우의 첫 확진자는 콩고 국적의 UN 직원과 인도 국적을 가진 두 명으로 확인되었다.

## 같이 보기
- 아프리카의 코로나19 범유행
- 나라별 코로나19 범유행